# Landesverband Rheinland der Gartenfreunde
Der Landesverband Rheinland der Gartenfreunde e. V. ist die größte Vereinigung im Kleingartenwesen in Nordrhein-Westfalen. Anders als in allen anderen Bundesländern ist in Nordrhein-Westfalen die Förderung des Kleingartenwesens in der Verfassung verankert, was den Landesverband Rheinland der Gartenfreunde in besonderer Weise in seiner Arbeit unterstützt.
Das Einzugsgebiet des Landesverbands reicht von Emmerich bis zum Rhein-Sieg-Kreis und von Wuppertal bis Aachen. Er hat seinen Sitz in Düsseldorf und ist Mitglied des Bundesverbands Deutscher Gartenfreunde e. V. Der Landesverband versteht sich als Interessenvertretung und Schnittstelle von über 90.000 Kleingärtnern. Ihm angeschlossen sind derzeit 26 Kreis- und Stadtverbände sowie 35 direkt angeschlossene Vereine. Die im Landesverband Rheinland organisierten Gartenfreunde bewirtschaften in 814 Anlagen rund 47.000 Kleingärten mit rund 2050 Hektar Gartenfläche.

## Ziel und Verbandszweck
Der Landesverband setzt sich laut Satzung für die Förderung und Erhaltung des Kleingartenwesens und die Ausgestaltung der Kleingartenanlagen als Bestandteil des der Allgemeinheit zugänglichen öffentlichen Grüns in Verbindung mit den Landes- und Kommunalbehörden ein. Er zählt zu seinen Zielen zudem die Steigerung der Lebensqualität für die Bürger sowie den Schutz der Umwelt und den Erhalt der Artenvielfalt. Der Verband ist parteipolitisch und konfessionell neutral und verfolgt ausschließlich und unmittelbar gemeinnützige Zwecke im Sinne der Abgabenordnung.

## Bedeutung des Kleingartenwesens in Nordrhein-Westfalen
In Nordrhein-Westfalen haben das Kleingartenwesen und damit auch die Arbeit des Landesverbands gegenüber der Situation in anderen Bundesländern bereits seit Inkrafttreten der Landesverfassung 1950 einen besonderen Stellenwert. Bereits seit damals heißt es in deren Artikel 29 Absatz (3): „Die Kleinsiedlung und das Kleingartenwesen sind zu fördern.“ Damit ist Nordrhein-Westfalen das einzige Bundesland, in dem die Förderung des Kleingartenwesens in der Landesverfassung verankert ist. Das Land NRW förderte vor diesem Hintergrund im Laufe der Nachkriegsjahrzehnte den Grunderwerb von Kleingartenflächen durch zinslose Darlehen sowie die Schaffung neuer oder die Erweiterung bestehender Anlagen durch Zuschüsse.

## Aufgaben
Zu den Aufgaben des Landesverbands zählt der Einsatz für die Belange eines zeitgemäßen Kleingartenwesens und dessen sozialpolitische und städtebauliche Bedeutung. Er tritt für die Schaffung und Erhaltung planungsrechtlich ausgewiesener Kleingärten und die Förderung des Kleingartenwesens ein und setzt sich dafür ein, dass durch entsprechende Gestaltung von Stadt- und Raumplanungen die Bereitstellung von Kleingärten in ausreichendem Umfang für die Bevölkerung ermöglicht wird.
Insbesondere zählt es zu seinen in der Satzung festgelegten Aufgaben, unter Beachtung des Grundsatzes der Gemeinnützigkeit in Verbindung mit seinen Mitgliedern die Gesundheit, den Umweltschutz und die Heranführung der Jugend zur Naturverbundenheit zu fördern. Der Verband erstrebt dazu den Zusammenschluss aller in den Kreisen bzw. kreisfreien Städten bestehenden Verbände der Kleingärtnervereine im Landesteil Rheinland des Bundeslandes Nordrhein-Westfalen.

## Leistungen
Der Landesverband berät seine Mitgliedsvereinigungen in allen gärtnerischen und vereinsrelevanten Fragen und bietet ihnen ein breites Ausbildungsangebot für Fachberater und andere Funktionsträger. Mit der Schulung dieser Multiplikatoren unterstützt er die angeschlossenen Kleingärtnervereine in der Wahrnehmung ihrer satzungsgemäßen Aufgaben, wie der ehrenamtlichen Pflege und Entwicklung des öffentlichen Grüns, der Förderung von Kindern und Jugendlichen im Sinne eines bewussten Umgangs mit Umwelt und Natur sowie der Bestellung eines Teils des Gartens mit ökologisch erzeugtem Obst und Gemüse.
Der Landesverband gibt die Fachzeitschrift Kleingartenmagazin heraus, in deren Verbandsteil er Mitgliedsvereinen die Möglichkeit bietet, Nachrichten und Termine bekanntzugeben. Er unterstützt seine Mitglieder durch Lobbyarbeit und Initiativen zum Schutz und zur Förderung der ehrenamtlichen Tätigkeit. Jeder Kleingärtnerverein ist aufgrund seiner Mitgliedschaft im Landesverband gegen Haftpflichtschäden im Kleingartenbereich versichert.

## Geschichte
Am 23. Juli 1922 wurde in Köln durch die Vertreter der Gartenbauverbände Köln, Düsseldorf, Bergisch-Land (Remscheid, Solingen, Elberfeld, Ronsdorf, Barmen) und Krefeld der „Provinzialverband Rheinland der Gartenbauvereine“ als Vorläufer des heutigen Landesverbands Rheinland der Gartenfreunde gegründet. 1933 begann dann nach der Machtübernahme durch Adolf Hitler in ganz Deutschland die sogenannte Gleichschaltung der Kleingärtnerorganisationen. Nachdem nach Ende des Zweiten Weltkriegs das organisierte Vereinsleben lange Zeit brachlag, wurde am 26. Juni 1946 Konrektor i. R. Franz Mauermann aus Essen durch den Regierungspräsidenten beauftragt, die „Neuordnung des Kleingartenwesens in der Nordrheinprovinz“ vorzunehmen. Mauermann wurde durch einstimmige Wahl als Vorsitzender der „Provinzgruppe Rheinland der Kleingärtner und Kleinsiedler“ am 11. November 1946 bestätigt. Auf der Versammlung der „Provinzgruppe“ am 13. Februar 1947 in Köln wurde die Satzung neu gefasst. Der Verband gab sich den Namen „Landesverband Rheinland der Gartenbauvereine“ mit Sitz in Essen. Die Mitgliederversammlung des Verbandes in Krefeld stimmte dann im Jahr 1951 für den bis November 2008 gültigen Namen „Landesverband Rheinland der Kleingärtner e. V.“. Bereits seit dieser Zeit kann er sich in seiner Arbeit auf die Landesverfassung berufen (s. o.). 2008 bezog der Verband nach mehreren Umzügen seine Geschäftsstelle in Düsseldorf, die über einen Seminarraum zur Durchführung von Schulungen im eigenen Haus verfügt. Seit 2008 heißt der Landesverband auf Beschluss der 10. Verbandsversammlung in Mönchengladbach „Landesverband Rheinland der Gartenfreunde e. V.“. Damit möchte der Verband, der seit 1996 seinen festen Sitz in Düsseldorf hat, verdeutlichen, dass er sich als Ansprechpartner auch für viele Gartenfreunde außerhalb des organisierten Kleingartenwesens sieht.

## Organe
Organe des Landesverbands sind die Verbandsversammlung, der Beirat und der Vorstand. Der Verbandsversammlung, die mindestens alle vier Jahre einzuberufen ist, gehören die Delegierten der Mitgliedsverbände, die Delegierten der passiven Mitglieder und die Mitglieder des Vorstandes an. Dem Beirat, der mindestens einmal pro Jahr zusammentritt, gehören die Mitglieder des Vorstands sowie die Vorsitzenden oder ein Vertreter der Mitgliedsverbände an. Der Vorstand selbst, der auf die Dauer von vier Jahren gewählt wird, besteht aus dem Vorsitzenden, seinem Stellvertreter und mindestens drei Beisitzern.